# 小圃千浦

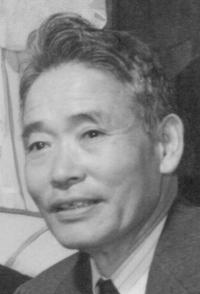
小圃千浦。1944年

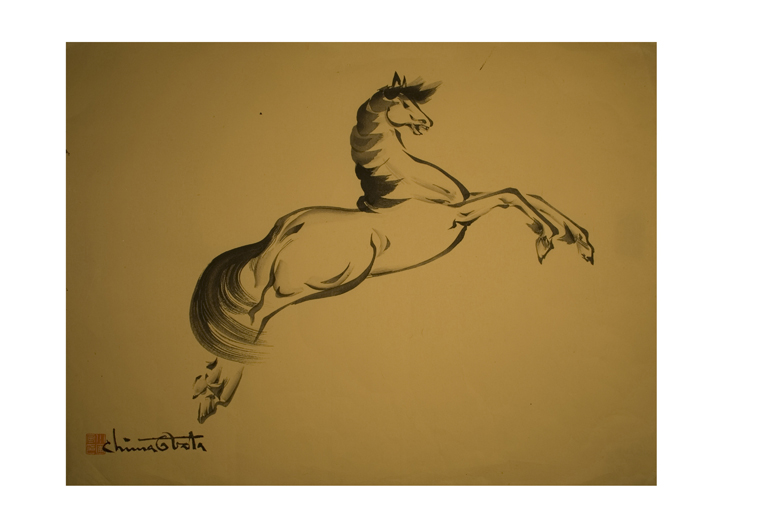
小圃千浦の作品：ホース

小圃 千浦（おばた ちうら、1885年（明治18年）12月18日 - 1975年（昭和50年）10月6日）は、日本出身のアメリカ合衆国の画家、版画家。アメリカの大自然を日本画の技法で描き、新しい美の世界を切り開いた。また、米国で日本人初の野球チームを共同設立した。戦争中、日系人収容所のトパーズ戦争移住センターに収容されたことでも知られる。

## 経歴

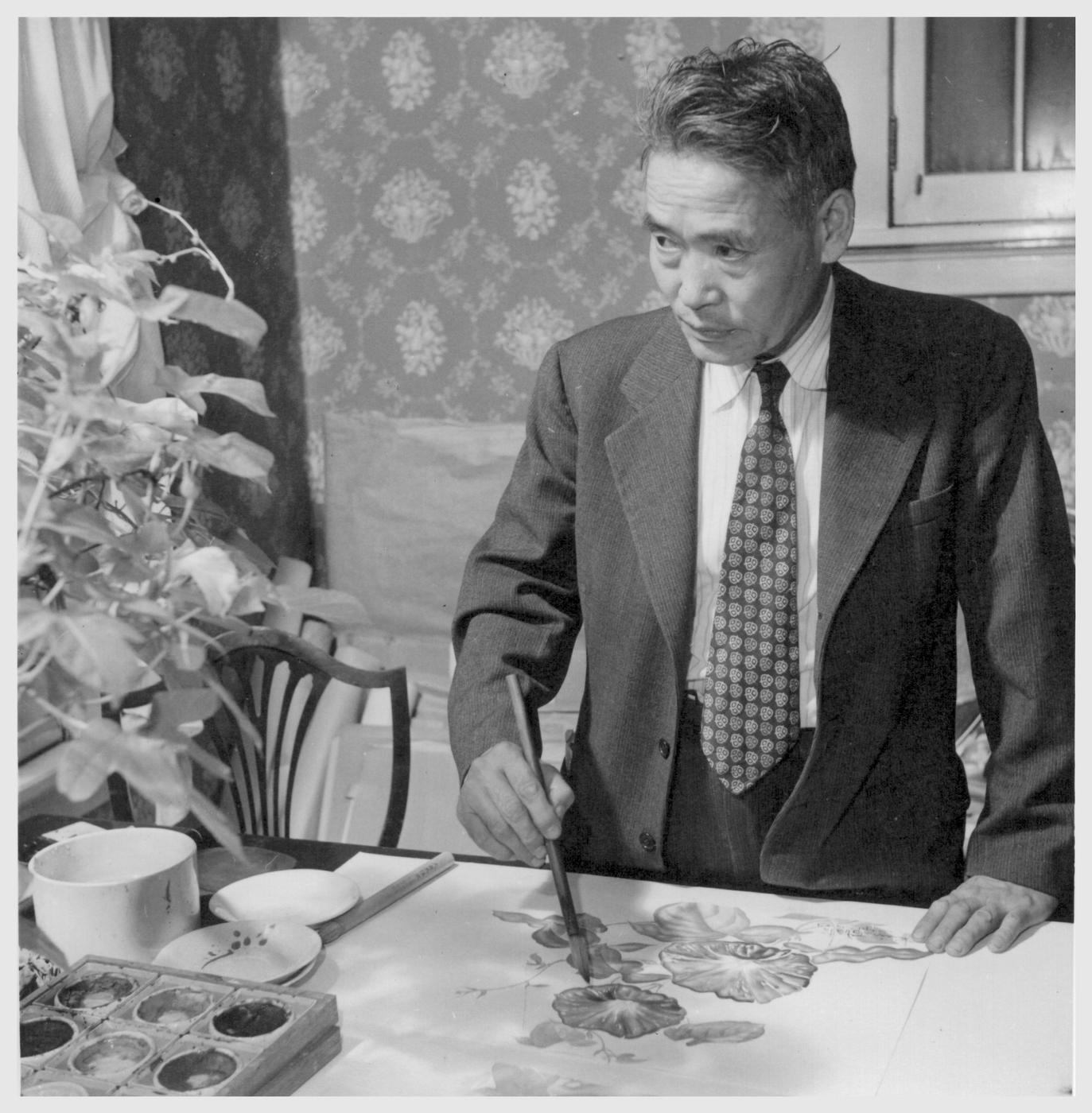
収容所の庭の朝顔を描く小圃

岡山県後月郡井原村（現・井原市）に8人兄弟の末子として生まれる。本名、佐藤蔵六。5歳で仙台に住む洋画家・美術教師の兄六一（伊達藩家老だった小圃家に婿入りしていた）の養子となる。7歳から日本画を学んだ。14歳のときに東京に出て、「大政奉還図」で有名な邨田丹陵に師事した。このころ松島にちなんで雅号を「千浦」とした。日本絵画協会・日本美術院連合絵画共進会に出品する傍ら、美術研精会や日本美術院の研究会に参加する。最年少で日本画の賞を受けたが、伝統の枠組みから出ようとしない古い体質の画壇に限界を感じ、1903年（明治36年）に渡米した。当初は米国で旅費をかせいだ後に渡欧する予定だったが、結局米国に生涯とどまることになった。
日本人に対する偏見と差別の中、低賃金の労働に明け暮れる日々がサンフランシスコで続いた。1905年に日本人野球チーム「富士倶楽部野球団」を創立した。1906年のサンフランシスコ地震の時には惨状をスケッチしてまわる。1912年、福岡出身の小橋春子と結婚した。1915年から1927年まで「ジャパン」誌で挿絵画家として働く。1921年の「東西芸術協会」の創立とその展覧会の開催に尽力する。
1924年にオペラ「蝶々夫人」のサンフランシスコ公演で舞台美術を担当した。
1927年、カリフォルニア大学バークレー校の美術教授ワース・ライダーの勧めでヨセミテ渓谷とシエラネバダ山脈をスケッチ旅行し、帰宅後に個展を開いた。これ以降カリフォルニアの自然を多く描くようになった。
翌1928年、養父の六一が死亡したため帰国した。このとき自作を現地向けに木版画化して<<世界の風景シリーズ>>として高見澤木版社から出版した（全35種）。版画は18か月をかけて制作された。「山上の湖（ハイ・シエラのバイスン湖）」では天然の鉱石ラピスラズリを自ら砕いて顔料を作り、その青色は「小圃ブルー」と呼ばれた。
1930年にアメリカに戻った。1932年にアメリカ初の美術学校日本画講師としてカリフォルニア大学バークレー校に迎えられた。1939年には助教授に昇進した。
太平洋戦争が勃発すると、アメリカ西海岸の日系人は12万人が各地に作られた仮設収容所に連行された。小圃も家族（セントルイス・ワシントン大学にいた次男のギョウを除く）と共に住まいをおわれ、1942年4月30日に馬小屋を改造したタンフォラン仮収容所に収容された。泥と藁まみれの粗末な小屋に何人もが押し込められる劣悪な環境だったが、小圃はすぐさま収容所内に美術学校の創立を計画し、5月25日に開校、6月には展覧会を開いた。9月には仮収容所からユタ州のトパーズ戦争移住センターに移された。小圃は収容所内に日本庭園を作り、ふたたび美術学校を作ったが、収容所の管理者と仲のよい小圃をスパイと思った日本人収容者に刺されて1943年に入院した。退院後はギョウの招きでトパーズを出てセントルイスでコマーシャルアートを描いた。
戦後はバークレーに戻って復職した。1948年に退職し、名誉教授の栄誉を得た。
また、日本とアメリカの関係改善に芸術を通して尽力し、日本国より瑞宝章を受賞した。1975年にバークレーで没した。
小圃の教え子の中には墨絵画家の山本紅浦がいる。2008年（平成20年）1月、日本人収容所アート展示として、大阪府寝屋川市立市民ギャラリーで小圃千浦の収容所内での未発表作品が教え子の山本紅浦と共に世界で初展示された。その後、ニューヨークの大学機関などで日系人収容所時代の作品が教え子の山本紅浦と共に特別企画展示された。
上杉神社・稽照殿には、小圃が描いた上杉謙信公の肖像画が納められており、映画やドラマで扱われている謙信公の風貌や陣羽織のデザインなどは、小圃が描いた作品による影響がある。

## 子孫

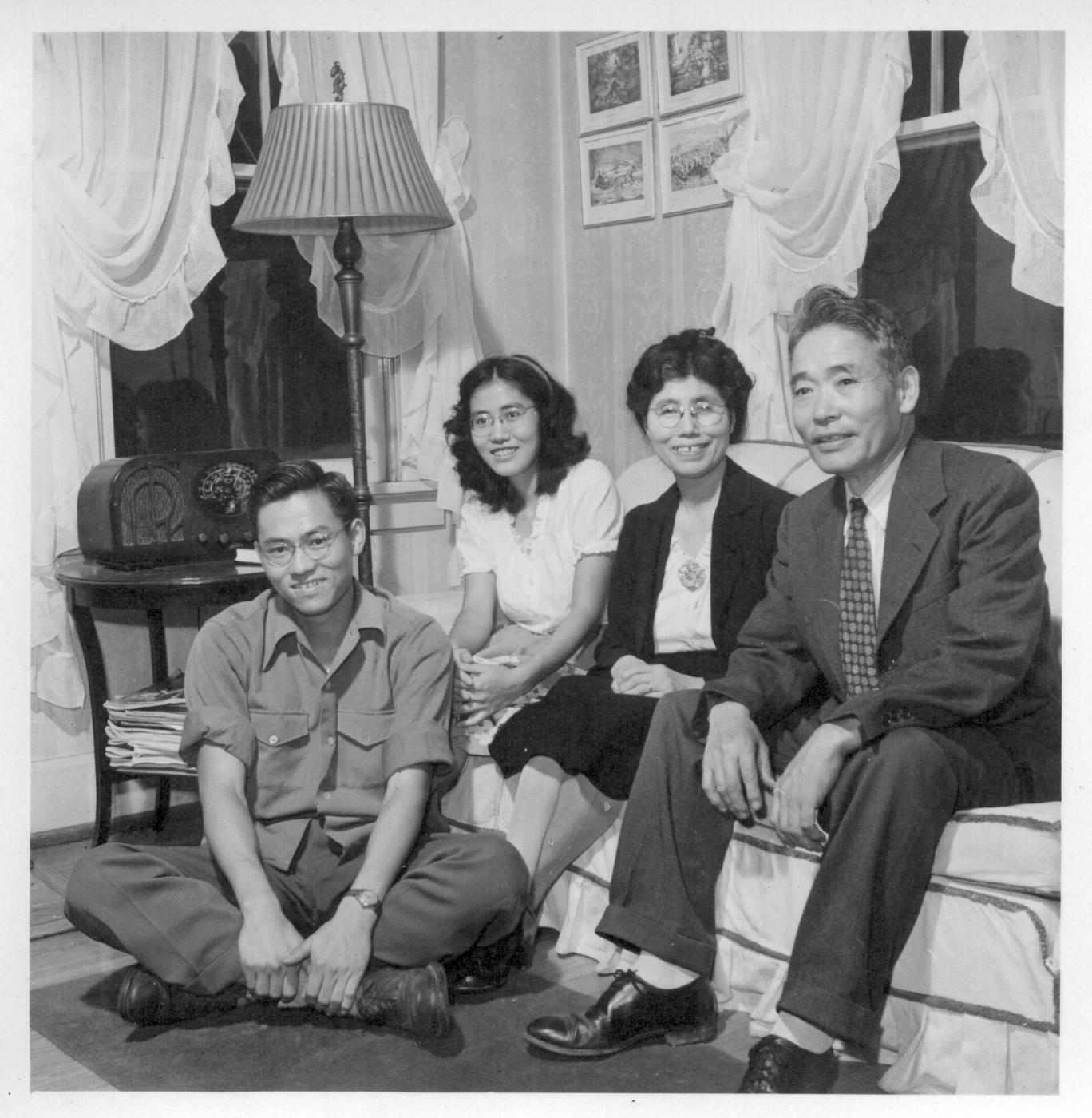
左から二男の暁、娘のリリー、妻、小圃

千浦の長男であるキミオ・オバタ（小圃希美雄）は戦後もセントルイスに残り、1951年にコマーシャルアートのオバタ・スタジオを設立したが、退職したのち日本に移住し、1986年に東京で没した。
次男のギョウ・オバタ（小圃暁）はアメリカ合衆国史において重要な建築家であり、全米で最大の建設設計事務所ヘルムース・オバタ・カッサバウム（HOK）の創立者の一人でセントルイス名誉市民である。ギョウの娘のキクもデザイン会社を設立している。

## 代表作

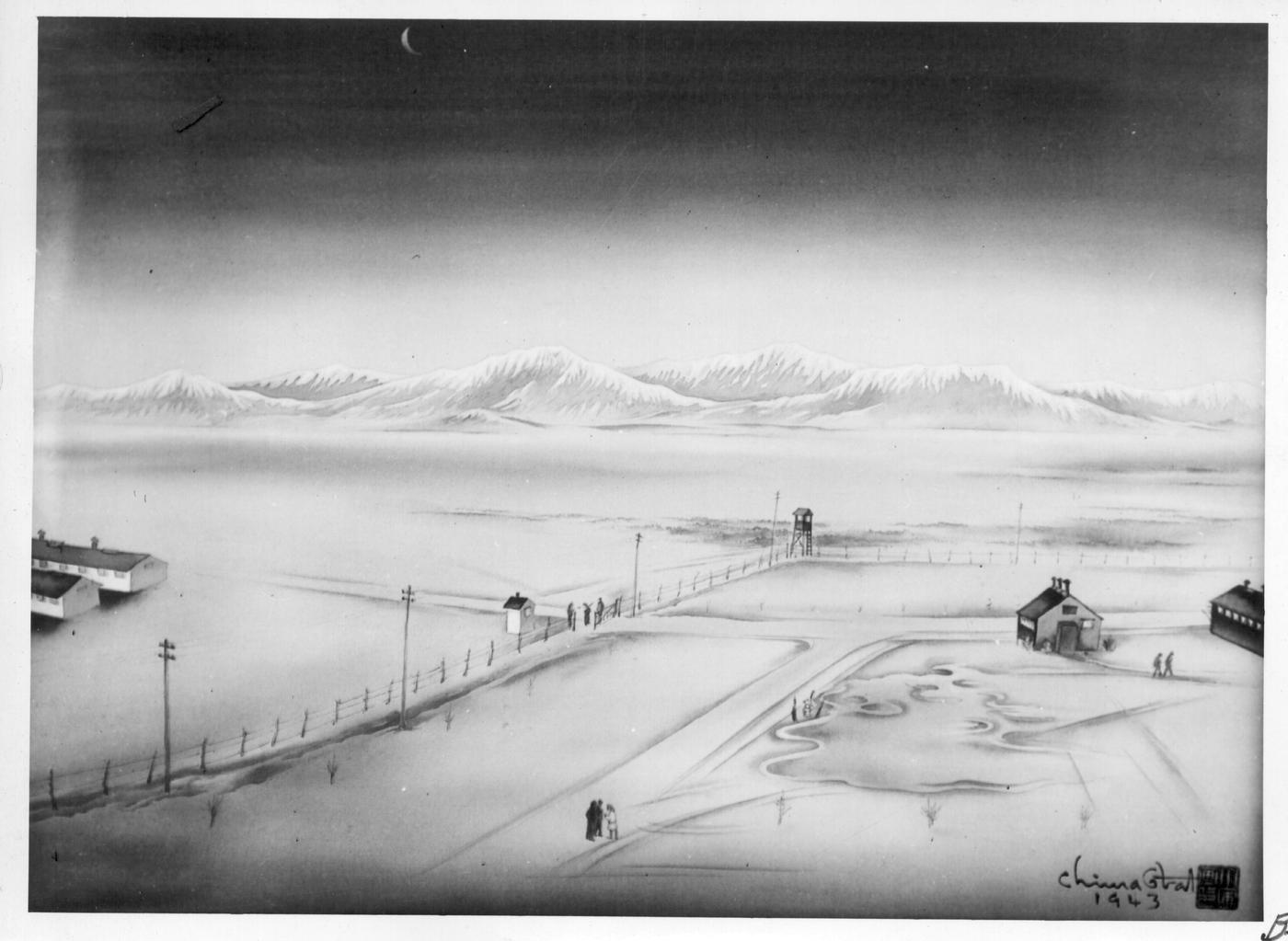
収容所で描いた作品「新月」1943年

- 「初春」　1901年（明治34年）、日本美術連合 銅牌
- 「母なる大地」　1912年 - 1928年 Mother Earth （もとは「暮れ行くハイシエラ」 Dusk in the High Sierra という題だった）
- 「サクラメント・ヴァレーの日没」　1925年 Setting Sun on Sacramento Valley
- 「ヨセミテ、宵の月」 1930年 Evening Moon, Yosemite, California
- 「山上の湖（ハイ・シエラのバイスン湖）」　1928年 - 1930年 Lake Basin in the High Sierra
- 「地すべり」(1941) Landslide
- 「トパーズ、夕暮れの給水塔」(1943) Sunset, Watertower
- 「廃墟」(1945、広島の原爆投下の話を聞いて想像で描いたもの) Devastation
- 「上杉謙信」上杉神社・稽照殿
- 「世界風景版画　アメリカ　モーノ湖の宵闇」　木版画　高見沢木版社　町田市立国際版画美術館所蔵　1928年‐1930年
- 「世界風景版画　アメリカ　丘陵トゥオラムン」　木版画　高見沢木版社　町田市立国際版画美術館所蔵　1928年‐1930年
- 「世界風景版画　アメリカ　春の雨　バークレイ」　木版画　高見沢木版社　町田市立国際版画美術館所蔵　1928年‐1930年
- 「世界風景版画　アメリカ　ハイ・シエラのバイスン湖」　木版画　高見沢木版社　町田市立国際版画美術館所蔵　1928年‐1930年

## 出版
- シエラから海へ　From the Sierra to the Sea (1937)
- カリフォルニアの四季　The Seasons at California (1939) (color reproductions of paintings on silk, prepared for publication by the editorial staff of California Monthly
- 墨絵　Sumie (1967)
- Through Japan with Brush & Ink (1968)